# Kiss of the Rose Princess
Kiss of the Rose Princess (яп. 薔薇嬢のキス барадзё: но кису, «Поцелуй принцессы Роз») — сёдзё-манга, автором которой является Ая Сёото (яп. 硝音あや Сё:ото Ая), выходила в журнале Asuka издательства Kadokawa Shoten с 2008 по 2012 год. Всего было выпущено 9 томов.
Kiss of the Rose Princess — вторая сёдзё-манга мангаки Аи Сёото. Первой стала S.L.H. Stray Love Hearts. Основа творческой деятельности мангаки — додзинси (по Gundam Seed, Code Geass) и короткие истории жанра яой (Himitsu de, Hanazono, J-BOY, Suki!, Vampire Kiss). И одна жанра юри — Epitaph.

## Сюжет
Большинство девушек без ума от украшений, но не Анис Ямамото (яп. 八麻本アニス Ямамото Анису). В раннем детстве отец Шварц дал ей колье с розой, сказав, что это амулет защиты, который будет оберегать её. Но если Анис его когда-нибудь снимет, её постигнет страшное «наказание». Однажды она всё же теряет колье и взамен получает четыре карты. Её учитель Наруми Ицуси помогает ей узнать, что с помощью поцелуя она может призвать с помощью этих карт рыцарей.
Выясняется, что Анис — принцесса роз и когда-то она командовала рыцарями в борьбе с Дьяволом, пока тот не оказался запечатан. Так как враг запечатан, Анис использует призыв четырех рыцарей, оказавшихся её одноклассниками, чтобы найти своё потерявшееся колье до того, как о его потери узнает Шварц.

## Критика
В обзоре первого тома Ребекка Сильверман указывает, что манга весёлая и автору отлично удалась сатира на жанр сверхъестественного обратного гарема, в то же время временами сложно понять, какое облачко к кому из героев относится, и нет чёткого сюжета.